# Sartine (frégate)
Pour les articles homonymes, voir Sartine.

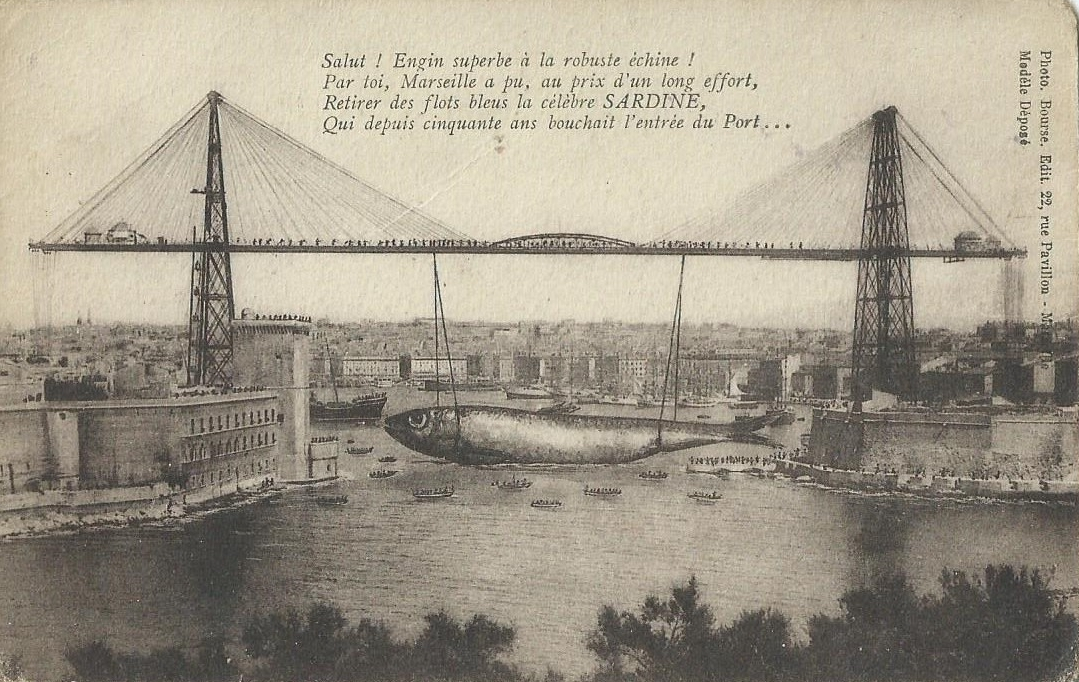
Carte postale humoristique : la sardine sortie du port par le pont transbordeur.

Le Sartine est un navire de commerce de 1775 à 1778, puis un navire de guerre anglais jusqu'en 1780. Il porte le nom du secrétaire d'État à la Marine de Louis XVI, Antoine de Sartine (1729–1801).
« C'est la sardine qui a bouché le port de Marseille » est une expression populaire française datant du XVIIIe siècle. Elle signifie, en parlant d'une histoire, qu'elle est estimée comme une galéjade, une exagération, une histoire à dormir debout. En fait, l'expression est basée sur une histoire vraie, mais dont une coquille typographique en a fait une farce. 

## Histoire
En 1779, le vicomte de Barras, officier commandant le régiment français d'infanterie de Marine de Pondichéry qui avait été capturé par les Britanniques l'année précédente, était libéré en vertu d'un accord d'échanges de prisonniers, et rapatrié sur un cartel, navire (probablement un marchand de l'Île de France, actuelle Île Maurice) affrété spécialement pour l'échange de prisonniers et bénéficiant d'un statut protégé selon les lois de la guerre de l'époque.

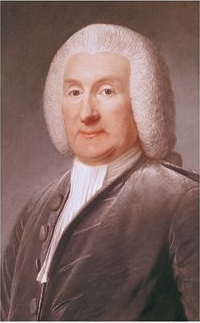
Portrait d'Antoine de Sartine par Joseph Boze, 1787. Musée Lambinet, Versailles.

Le bateau sur lequel il embarqua avait pour nom le Sartine, avec un « t » et non un « d ». Le navire portait le nom d'Antoine de Sartine (1729-1801), qui était à ce moment-là le ministre de la Marine de Louis XVI. D'abord navire marchand pour le commerce avec les Indes, armé de 12 canons de 12 livres, il est transformé en frégate et participe aux combats contre les Britanniques au large de Pondichéry (Indes). Après dix mois de navigation, le navire put ainsi arriver au large du Cap Saint-Vincent, la pointe sud-ouest du Portugal se dirigeant dans l'embouchure conduisant au détroit de Gibraltar et à la Méditerranée.
Le 1er mai 1780, au large du Cap Saint-Vincent le vaisseau de ligne britannique HMS Romney (50 canons) intercepta le Sartine et, à cause d'un malentendu  (les pavillons d'entente le protégeant n'étant pas correctement hissés) , ouvrit le feu sur lui, tuant son capitaine et deux hommes d'équipage. C'est le second Marc Lazare Roubaud (1744-1812) qui prit le commandement du navire. La situation clarifiée après que le Romney eut envoyé un canot à bord du Sartine pour en vérifier le statut, ce dernier poursuivit sa route vers Marseille.
Il arrive finalement devant Marseille le 19 mai 1780, à l'entrée du port, une erreur de navigation l'envoya sur des rochers et il finit par couler dans le chenal de l'entrée du Vieux-port de Marseille, ce qui en empêcha pendant un certain temps l'accès et la sortie à tout autre navire. D'après les mémoires de Barras, c'est Georges-René Pléville Le Pelley, commandant du port et de la marine de Marseille, qui dégage le port en treuillant à quai la frégate .

### Dans les arts
En 1973, le chanteur, musicien et poète Léo Ferré fait directement référence à cette expression dans le morceau Il n'y a plus rien, paru sur l'album du même nom.